# Okręg wyborczy Portsmouth
Okręg wyborczy Portsmouth powstał w 1295 r. i wysyłał do angielskiej, a następnie brytyjskiej, Izby Gmin dwóch deputowanych. Okręg obejmował miasto Portsmouth w hrabstwie Hampshire. Został zlikwidowany w 1918 r.

## Deputowani do brytyjskiej Izby Gmin z okręgu Portsmouth

### Deputowani w latach 1295–1660
- 1572–1583: Henry Radclyffe
- 1584–1586: Thomas Bodley
- 1592–1593: Edward Radclyffe
- 1604–1611: John Corbett
- 1604–1611: Richard Jenrye
- 1621–1622: Daniel Norton
- 1621–1625: Benjamin Rudyerd
- 1640: William Hamilton, 1. hrabia Lanark
- 1640: Henry Percy
- 1640–1642: George Goring
- 1640–1648: Edward Dowce
- 1646–1648: Edward Boote
- 1654–1655: Nathaniel Whetham
- 1656–1658: Thomas Smith
- 1659: Francis Willoughby
- 1659: John Child

### Deputowani w latach 1660-1918
- 1660–1660: Richard Norton
- 1660–1661: Henry Whithed
- 1660–1661: Andrew Henley
- 1661–1679: Richard Norton
- 1661–1679: George Carteret
- 1679–1685: George Legge
- 1679–1679: John Kempthorne
- 1679–1685: Richard Norton
- 1685–1689: William Legge
- 1685–1690: Henry Slingsby
- 1689–1690: Richard Norton
- 1690–1695: Edward Russell
- 1690–1698: Nicholas Hedger
- 1695–1696: Matthew Aylmer
- 1696–1698: John Gibson
- 1698–1702: Thomas Erle
- 1698–1708: George Rooke
- 1702–1702: John Gibson
- 1702–1702: Thomas Erle
- 1702–1708: William Gifford
- 1708–1708: Thomas Erle
- 1708–1710: George Churchill
- 1708–1710: Thomas Littleton
- 1710–1711: Charles Wager
- 1710–1711: John Jennings
- 1711–1715: James Wishart
- 1711–1713: William Gifford
- 1713–1715: Thomas Mackworth
- 1715–1734: Charles Wager
- 1715–1722: Edward Ernle
- 1722–1734: John Norris
- 1734–1737: Thomas Lewis
- 1734–1743: Philip Cavendish
- 1737–1741: Charles Stewart
- 1741–1741: Edward Vernon
- 1741–1746: Martin Bladen
- 1743–1744: Charles Hardy
- 1744–1754: Isaac Townsend
- 1746–1747: Thomas Gore
- 1747–1747: Edward Legge
- 1747–1776: Edward Hawke
- 1754–1761: William Rowley
- 1761–1774: Matthew Fetherstonhaugh
- 1774–1777: Peter Taylor
- 1776–1778: Maurice Suckling
- 1777–1783: William Gordon
- 1778–1782: Robert Monckton
- 1782–1796: Henry Fetherstonhaugh
- 1783–1784: Thomas Erskine, wigowie
- 1784–1790: William Cornwallis
- 1790–1806: Thomas Erskine, wigowie
- 1796–1801: lord Hugh Seymour
- 1801–1818: John Markham, wigowie
- 1806–1806: David Erskine
- 1806–1816: Thomas Miller, wigowie
- 1816–1838: John Bonham-Carter, wigowie
- 1818–1820: George Cockburn, torysi
- 1820–1826: ohn Markham, wigowie
- 1826–1865: Francis Baring, Partia Liberalna
- 1838–1852: George Thomas Staunton, wigowie
- 1852–1857: Charles Monck, 4. wicehrabia Monck, wigowie
- 1857–1865: James Dalrymple-Horn-Elphinstone, Partia Konserwatywna
- 1865–1874: William Henry Stone, Partia Liberalna
- 1865–1868: Stephen Gaselee, Partia Liberalna
- 1868–1880: James Dalrymple-Horn-Elphinstone, Partia Konserwatywna
- 1874–1885: Thomas Charles Bruce, Partia Konserwatywna
- 1880–1885: Henry Drummond Wolff, Partia Konserwatywna
- 1885–1892: William Crossman, Partia Liberalna
- 1885–1886: Philip Vanderbyl, Partia Liberalna
- 1886–1892: Samuel Wilson, Partia Konserwatywna
- 1892–1900: John Baker, Partia Liberalna
- 1892–1900: Walter Clough, Partia Liberalna
- 1900–1900: Thomas Arthur Bramsdon, Partia Liberalna
- 1900–1906: James Henry Alexander Majendie, Partia Konserwatywna
- 1900–1906: Reginald Jaffray Lucas, Partia Konserwatywna
- 1906–1910: John Baker, Partia Liberalna
- 1906–1910: Thomas Arthur Bramsdon, Partia Liberalna
- 1910–1916: lord Charles Beresford, Partia Konserwatywna
- 1910–1918: Bertram Falle, Partia Konserwatywna
- 1916–1918: Hedworth Meux, Partia Konserwatywna